# Кристиан фон Вид
Кристиан фон Вид (на немски: Christian Graf von Wied; * 15 октомври 1687; † 28 май 1754) е граф на Вид.
Той е най-малкият син на граф Георг Херман Райнхард фон Вид (1640 – 1690) и втората му съпруга графиня Йохана Елизабет фон Лайнинген-Вестербург (1659 – 1708), дъщеря на граф Георг Вилхелм фон Лайнинген-Вестербург (1619 – 1695) и графиня София Елизабет фон Липе-Детмолд (1626 – 1688), дъщеря на граф Симон VII фон Липе-Детмолд (1587 – 1627). Майка му Йохана Елизабет фон Лайнинген-Вестербург се омъжва втори път 1692 г. за граф Дитрих Адолф фон Метерних-Винебург и Байлщайн († 1695).
Брат е на Максимилиан Хайнрих (1681 – 1706, убит в дуел) и на Карл фон Вид (1684 – 1764).
Кристиан фон Вид умира бездетен на 66 години на 28 май 1754 г.

## Фамилия
Кристиан фон Вид се жени на 2 ноември 1722 г. за графиня Регина Юстина фон Ауершперг (* 23 декември 1676; † 11 юли 1749), вдовица на фрайхер Давид Кресер († 1704) и граф Филип Фридрих фон Волфщайн (* 7 май 1674: † 1 октомври 1716, Виена), дъщеря на граф Волфганг Максимилиан фон Ауершперг (1633 – 1705) и фрайин Сузана Елизабет фон Полхайм (1647 – 1716). Бракът е бездетен.